# Działko DEFA
GIAT DEFA 550 – seria francuskich automatycznych działek lotniczych.
Działko DEFA 551 zostało zaprojektowane pod koniec lat 40. XX wieku na bazie niemieckiego Mauser MG 213C eksperymentalnego działka rewolwerowego zaprojektowanego dla Luftwaffe, ale nigdy nie użytego bojowo (ta sama broń była inspiracją do stworzenia amerykańskiego działka M39 i bardzo podobnego brytyjskiego ADEN). Działka DEFA 552 wprowadzono do produkcji w 1954. W 1968 zmodyfikowano je w ramach projektu Canon 550-F3 i wprowadzono do produkcji w 1971 jako DEFA 553. Ulepszona wersja była wyposażona w nowy system zasilania, lufę ze stali azotowo-chromowej i kutą obudowę bębna. Poprawiono też niezawodność elektryczną.
DEFA 553 jest pięciokomorowym działkiem rewolwerowym przeładowywanym energią gazów prochowych wykorzystującym pirotechniczne ryglowanie i elektryczne odpalanie. Strzela amunicją kalibru 30 mm wielu typów zarówno ogniem ciągłym jak i seriami o długości 0,5 lub 1 sekundy.
Następcą wersji 553 była DEFA 554 zawierająca szereg drobnych usprawnień. DEFA 554 używała nie dwie ale trzy komory do przeładowywania co zwiększyło szybkostrzelność działka. Żywotność lufy i niezawodność mechaniczna zostały poprawione, a elektryczny sterownik działka umożliwiał pilotowi wybór dwóch prędkości strzelania: 1800 pocisków na minutę do walki powietrznej i 1200 pocisków na minutę do atakowania celów naziemnych.
Działka serii DEFA 550 stanowiły standardowe uzbrojenie strzeleckie wszystkich myśliwców francuskich od 1954 roku, aż do wprowadzenia wielozadaniowego myśliwca Dassault Rafale w latach 80. XX wieku. Para tych działek wraz ze 125-135 nabojami na lufę stanowi standardowe wyposażenie samolotów Dassault MD 450 Ouragan, Dassault Mystère, Mirage III/V, Dassault Étendard, Dassault Super Étendard, Sud Aviation Vautour, Dassault Mirage F1, francuskich SEPECAT Jaguar, rodziny samolotów Dassault Mirage 2000. Używane jest także w izraelskich IAI Nesher, IAI Kfir i IAI Lavi, włoskich Aeritalia G91Y i Aermacchi MB-326K, a także południowoafrykańskich Atlas Cheetah. Wielu producentów oferuje to działko w postaci zasobników podwieszanych np. produkcje CASA, Dassault Aviation i Matra.
Działko DEFA 550 jest bardzo podobne do brytyjskiego ADENa i może strzelać tą samą amunicją.
Seria DEFA 550 jest wypierana przez nowsze działka serii GIAT 30 używane w myśliwcach Dassault Rafale, ale ze względu na swą popularność pozostaną w służbie jeszcze przez wiele lat w różnych rejonach świata.